# Zorita de la Frontera
Zorita de la Frontera là một đô thị ở tỉnh Salamanca, tây Tây Ban Nha, thuộc cộng đồng tự trị Castile-Leon. Đô thị này có cự ly 54 km so với tỉnh lỵ Salamanca, có dân số năm 2008 là 240 người. Đô thị Zorita de la Frontera có diện tích 32,13 km².
Zorita de la Frontera831 mét trên mực nước biển.
Mã số bưu chính là 37408.